# 이한호 (1895년)
이한호(李漢浩, 독일어: Hanho Hopan Rhi, 1895년 5월 11일~1960년 9월 18일)는 대한민국의 외교관이자 기업인, 체육인이다.

## 생애
그는 1925년부터 1936년까지 취리히 대학교 법학부에서 경제학을 공부했다. 1925년, 스위스에 도착한 이한호는 1927년, 스위스에서 최초로 유도를 가르치고 전수했다. 그는 하키 선수로도 활동하였다.

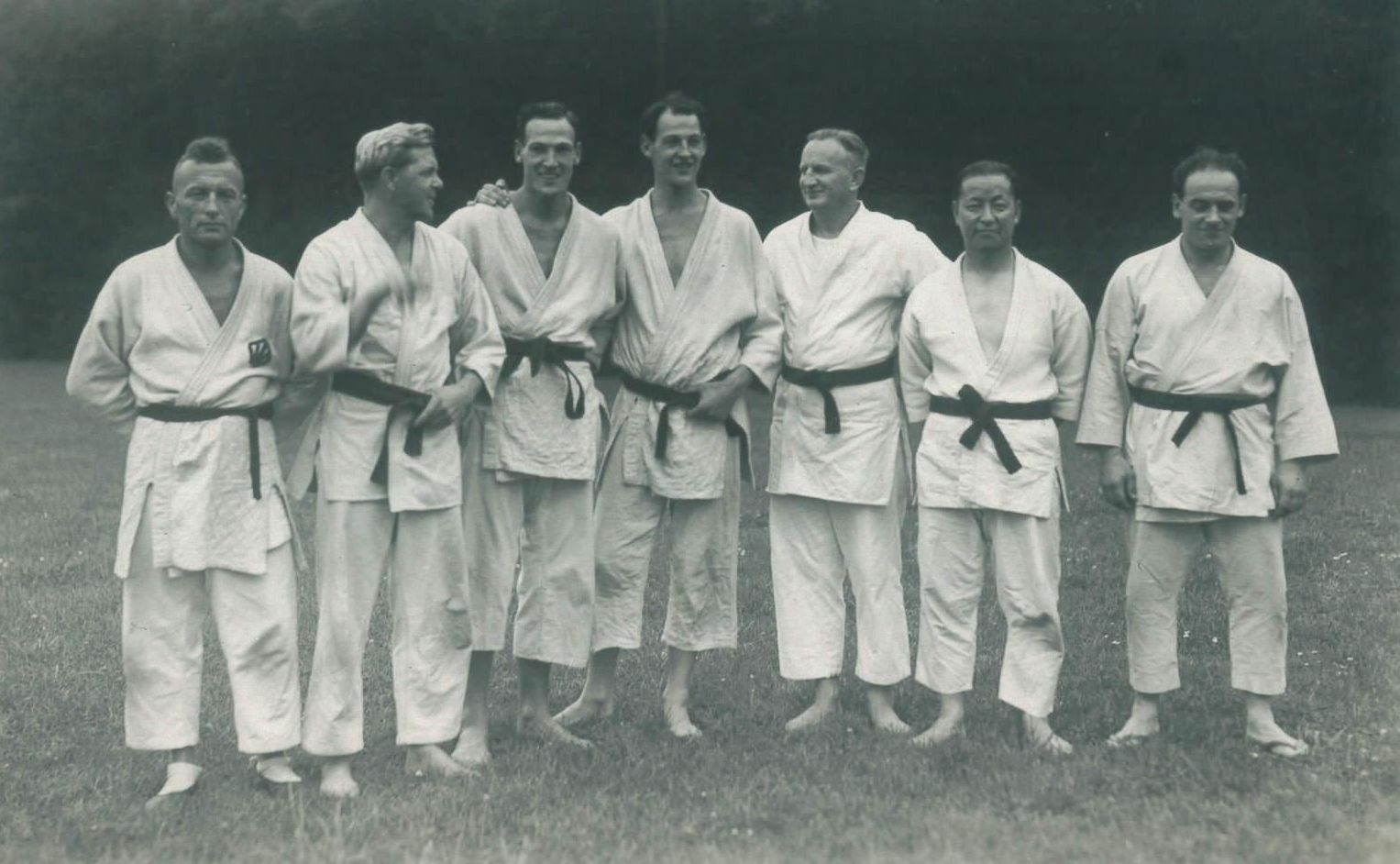
1939년, 독일 프랑크푸르트 유도 여름학교의 선수들. 왼쪽으로부터 여섯 번째가 이한호.

1929년, 그는 12명의 학생들을 데리고 취리히 유도 스포츠 클럽을 창설하였으며, 동시에 최초의 취리히에 주짓수 학교를 세웠다. 이 시기 그의 학생들 중 유명한 선수인 한스 하트만(Hans Hartmann)과 로버트 토블러(Robert Tobler)도 있었다. 1936년부터 1937년에 이한호는 스위스 유도 협회를 세우는데 아주 깊게 관여하였다. 그는 이 협회의 초대 회장으로 취임하였다.
1948년 6월, 그는 쉴레튼 연방 스포츠 학교(Schielleiten Federal Sports School)에 있는 오스트리아 아마추어 유도 협회의 여름 학기를 처음으로 이끌었다. 그는 유도 7단을 달성했다.
1954년, 이한호는 대한민국의 서독 총영사로 독일의 본(Bonn)에 부임했다. 거기서 그는 레마겐(Remagen)에 자리잡고 있는 '하우스 온 레임즈'(house on Leims)라는 유명한 건축물을 영사관으로서, 또 그의 사적인 거주지로서 대여하였다. 그의 행정적 지식에 대한 미비에도 불구하고 이한호는 서독으로부터 인정된, 한국과 독일의 무역과 관련된 업무를 담당하는 영사의 위치를 이어가고 있었다. 1956년, 한국 정부는 그의 의심스런 금융 거래 때문에 그를 영사 위치에서 해임하였고, 그는 다시 스위스로 돌아왔다.
1960년 9월 18일, 이한호는 샤프하우젠(Schaffhausen)에서 사망하였다.

## 기타
이한호는 한국의 초대 대통령 이승만의 조카였으며, 그가 YMCA에서 국제법을 가르칠때에 제자이기도 하였다. 그는 스위스 아펜젤(Appenzell)에서 향수와 얼룩 세척제 사업을 운영한 적이 있고, 샤프하우젠 출신의 여성인 마그리트(Margrit née Mökli)와 결혼했다.